# نوواوفیمسک
نوواوفیمسک (انگلیسی: Novoufimsk) یک شهرک در شهرستان ایگلینسکی استان باشقیرستان کشور روسیه است.